# Ferrisia setosa
Ferrisia setosa är en insektsart som först beskrevs av Lobdell 1930.  Ferrisia setosa ingår i släktet Ferrisia och familjen ullsköldlöss. Inga underarter finns listade i Catalogue of Life.